# 레스 벨
레스터 롤런드 벨(Lester Rowland Bell, 1901년 12월 14일 ~ 1985년 12월 26일)은 미국의 전 프로 야구 선수이다. 1920년대와 1930년대에 메이저 리그 베이스볼 (MLB)에서 3루수, 유격수로 뛰었으며, 우투우타였다. 9시즌 동안 세인트루이스 카디널스, 보스턴 브레이브스, 시카고 컵스에서 뛰었다. 통산 896경기에 출전해 938안타, 66홈런, 509타점, 404득점, .290의 타율을 기록했다.